# آنتونی چن
آنتونی چن (انگلیسی: Anthony Chen؛ زادهٔ ۱۸ آوریل ۱۹۸۴) یک کارگردان اهل سنگاپور است.